# Жорж Канети
Жорж Канетѝ (на френски: Georges Canetti) е френски лекар.
Той е роден на 10 януари 1911 година в Русе в сефарадско семейство, негови по-големи братя са писателят Елиас Канети и музикалният продуцент Жак Канети. В детството му семейството пътува в различни европейски страни. През 1936 година завършва медицина в Парижкия университет, след което започва работа в Инситута „Пастьор“. Самият той болен от туберкулоза, Канети работа главно в областта на изследванията на тази болест, като става един от пионерите в прилагането на политерапии, съчетаващи различни антибиотици, в борбата с нея.
Жорж Канети умира на 27 август 1971 година във Ванс.